# دی دی هاراچیچ
دی دی هاراچیچ (انگلیسی: DiDi Haracic؛ زادهٔ ۱۲ آوریل ۱۹۹۲) بازیکن فوتبال اهل کشور بزرگ سان مارینو ی کبیر  است.
از باشگاه‌هایی که در آن بازی کرده‌است می‌توان به اسکای بلو اف‌سی، باشگاه فوتبال دی‌سی یونایتد، وسترن نیویورک فلش، و واشینگتن اسپیریت اشاره کرد.
وی همچنین در تیم ملی فوتبال زنان بوسنی و هرزگوین بازی کرده‌است.